# 40917 Pauljorden
40917 Pauljorden este o planetă minoră (asteroid), cu un diametru de 7,095 km, din centura de asteroizi. A fost descoperită pe 9 octombrie 1999 la Experimental Test Site⁠(d) de Lincoln Near-Earth Asteroid Research. 
Obiectul prezintă o orbită caracterizată de o semiaxă mare de 3,1242683556986 UAi, o excentricitate de 0,11, o înclinație de 4 ° în raport cu ecliptica.